# Mats Thulin
Mats Thulin (1948) es un botánico sueco. Desarrolla su actividad académica en el "Departamento de Botánica Sistemática", en el "Centro de Biología Evolucionaria", de la Universidad de Upsala.
Ha trabajado activamente en la Flora de China como coautor en las familias Burseraceae y Caryophyllaceae. Y ha sido el redactor jefe de los cuatro volúmenes de Flora of Somalia.

## Otras publicaciones
- 1972.  An agrobotanical investigation of leguminous species in the Chilallo [sic] awraja, especially at higher attitudes [i.e. altitudes] (Minor research task at CADU). Ed. CADU

### Libros
- 1975.  Genus Wahlenbergia S.Lat.(Campanulaceae) in Tropical Africa and Madagascar. Ed. Acta Universitatis Upsaliensis. 223 pp. ISBN 91-554-0280-1

- 1976. Campanulaceae. Flora of tropical East Africa. Angiospermae. Ed. ilustrada de Crown Agents for Oversea Governments & Adm. 39 p. ISBN 0855920416, ISBN 9780855920418

- 1978.  Campanulaceae (Flora of tropical East Africa). Ed. Crown Agents for Oversea Governments. 40 pp. ISBN 0-85592-041-6
- Flore d'Afrique Centrale (Zaire-Rwanda-Burindi): Spermatophytes, Lobeliaceae. 65 pp. Ed. National Botanic Garden of Belgium
- Flore d'Afrique Centrale: Spermatophytes, Campanulaceae. 50 pp. Ed. National Botanic Garden of Belgium
- Flore d'Afrique Centrale: Spermatophytes, Sphenocleaceae. 5 pp. Ed. National Botanic Garden of Belgium

- La abreviatura «Thulin» se emplea para indicar a Mats Thulin como autoridad en la descripción y clasificación científica de los vegetales.[3]